# Домашна слива
Домашната слива, известна още като синя слива или драгун (Prunus domestica), е вид слива от семейство Розови (Rosaceae).

## Описание
На височина сливата израства между 3 и 8 m. Цъфти рано напролет (март-април) с бели цветове, които се появяват още преди самите листа. Плодовете узряват края на лятото, началото на есента (август-септември). Медоносно растение. Плодовете ѝ са тъмносини, продълговати, покрити с тънка ципа и съдържат костилка, която обикновено е горчива. Консумират се както в прясно състояние, така и изсушени, а също преработени – мармалади, конфитюри, ликьори. Ценят се високо, тъй като са богати на органични киселини, пектин, дъбилни вещества, минерални соли и витамини и наред с вкусовите си качества имат и лечебно действие – стимулират сърдечната дейност и храносмилането, спомагат за изхвърлянето от организма на отровните вещества и холестерина. От ферментиралите плодове се правят и ракии.

## Световно производство
Синята слива с икономическо значение се отглежда в около 100 страни по света. По статистически данни на ФАО за 2021г. световен първенец в производството се на режда Китай с 6 626,3 хил. тона, следван от Румъния с 807,2 хил. тона и Шри Ланка с 465,7 хил. тона. В Европа / 2,730 млн. т / се отглежда в Румъния, Сърбия, Турция, Русия, Украйна и др.; В Азия / 7,887 млн. т / се отглежда в Китай, Шри Ланка, Иран, Узбекистан, Виетнам и др.; В Африка / 0,480 млн. т / се отглежда в Мароко, ЮАР, Алжир, Либия, Етиопия и др; В Америка / 0,896 млн. т / се отглежда в Чили, САЩ, Бразилия, Мексико, Аржентина и др.; Отглежда се още в Австралия и Нова Зеландия / 20 хил. т /.

## В народния хумор
Тате, какво е това? Синя слива. А защо е червена? Защото е зелена.

## Изтоници
1. ↑  Prunus domestica (Linnaeus, 1753). // IUCN Red List of Threatened Species. International Union for Conservation of Nature. Посетен на 3 януари 2023 г. (на английски)

https://www.fao.org/faostat/en/#data/QCL